# Niltava vivida
A Niltava vivida  a madarak osztályának verébalakúak (Passeriformes) rendjébe és a légykapófélék (Muscicapidae) családjába tartozó faj.

## Rendszerezése
A fajt Robert Swinhoe angol ornitológus írta le 1864-ben, a Cyornis nembe Cyornis vivida néven.

## Alfajai
- Niltava vivida oatesi Salvadori, 1887
- Niltava vivida vivida (Swinhoe, 1864)[2]

## Előfordulása
Délkelet-Ázsiában, Tajvan szigetén honos. Természetes élőhelyei a szubtrópusi vagy trópusi hegyi esőerdők. Állandó, nem vonuló faj.

## Megjelenése
Testhossza 18 centiméter. A nemek tollazata különböző.
|  |

## Életmódja
Feltehetően gerinctelenekkel táplálkozik, de néha gyümölcsöket is fogyaszt.

## Természetvédelmi helyzete
Az elterjedési területe elég nagy, egyedszáma 50 000 alatti és csökken, de még nem éri el a kritikus szintet. A Természetvédelmi Világszövetség Vörös listáján nem fenyegetett fajként szerepel.